# Friden
Friden är en före detta post- och telefoncentral i Sjundeå i Finland. Byggnaden fungerade som Sjundeå kyrkobys post- och telefoncentral under 1940- och 1950-talet. Ursprungligen hette byggnaden Lugnet men namnet byttes till Friden när Sjundeå församling köpte den närliggande mödravårdsrådgivningens byggnad som man började kalla Lugnet istället.
Numera ägs Friden av Sjundeå kyrkliga samfällighet. Scouterna Sjundeå strömstarar r.f samlas i Friden. Friden byggdes år 1920.